# NGC 7687
NGC 7687 is een lensvormig sterrenstelsel in het sterrenbeeld Vissen. Het hemelobject werd op 21 september 1862 ontdekt door de Duits-Deense astronoom Heinrich Louis d'Arrest.

## Synoniemen
- MCG 0-59-51
- ZWG 380.66
- NPM1G +03.0621
- PGC 71635